# سایه سپیدتری از رنگ‌پریدگی
سایه سپیدتری از رنگ‌پریدگی (انگلیسی: A Whiter Shade of Pale) نخستین تک‌آهنگ از گروه راک انگلیسی پروکل هارم است که سال ۱۹۶۷ منتشر شد. این ترانه شش هفته در جدول تک‌آهنگ‌های بریتانیا صدرنشین بود و به خاطر مایه‌های سایکدلیک و جنسی‌اش به نمادی موسیقایی از پادفرهنگ دهه ۱۹۶۰ تبدیل شد.
با نغمه‌هایی متأثر از باخ، سایه‌ای سفیدتر از رنگ‌پریدگی در گذر زمان انبوهی از رکوردها را برجا گذاشته و خود به اثری کلاسیک بدل شده‌است. تا سال ۲۰۰۹ و طی ۷۵ سال، رکورد بیشترین اجرا در مکان‌های عمومی بریتانیا را دراختیار داشت و در سال ۲۰۰۴ به عنوان آهنگی که طی ۷۰ سال گذشته بیشترین پخش را از رادیوهای بریتانیا داشته معرفی شد.
مجله رولینگ استون در سال ۲۰۰۴ این ترانه را در رتبه ۵۷ از فهرست ۵۰۰ ترانه برتر تمام اعصار جای داد. در سال ۱۹۷۷ از سوی جایزه بریت (به‌همراه راپسودی بوهمی گروه کویین) برنده جایزه بهترین تک‌آهنگ بریتانیایی طی سال‌های ۱۹۵۲–۱۹۷۷ شد و در سال ۱۹۹۸ به تالار مشاهیر گرمی راه یافت.
ترانه بیش از ۱۰۰۰ بار بازخوانی شده‌است که برخی از آن‌ها در فیلم‌های سینمایی نیز مورد استفاده قرار گرفته‌اند.